# Zompazolco
Zompazolco är en ort i Mexiko.   Den ligger i kommunen Ahuacuotzingo och delstaten Guerrero, i den sydöstra delen av landet, 180 km söder om huvudstaden Mexico City. Zompazolco ligger 937 meter över havet och antalet invånare är 248.
Terrängen runt Zompazolco är kuperad norrut, men söderut är den bergig. Runt Zompazolco är det glesbefolkat, med 18 invånare per kvadratkilometer. Närmaste större samhälle är Tecolcuautla, 4,2 km sydväst om Zompazolco. I omgivningarna runt Zompazolco växer huvudsakligen savannskog.